# 第六屯乡
第六屯乡，是中华人民共和国河北省张家口怀安县下辖的一个乡镇级行政单位。

## 行政区划
第六屯乡下辖以下地区：
第六屯村、三合屯村、二堡子村、北郭家窑村、第三屯村、第九屯村、杨家窑村、店沟村、僧官庄村、常家沟村、阎家岭村和龙泉寺村。